# جيرولامو إميلياني
جيرولامو إميلياني (بالإيطالية: Gerolamo Emiliani أيضًا جيروم إيميليان ، Hiëronymus Emiliani) (1486 - 8 فبراير 1537) كان إنسانيًا إيطاليًا ، ومؤسسًا لآباء سوماشي ، وتعتبره الكنيسة الكاثوليكية قديسًا. تم تقديسه عام 1767 وهو شفيع الأيتام.